# Evangelis judeocristians

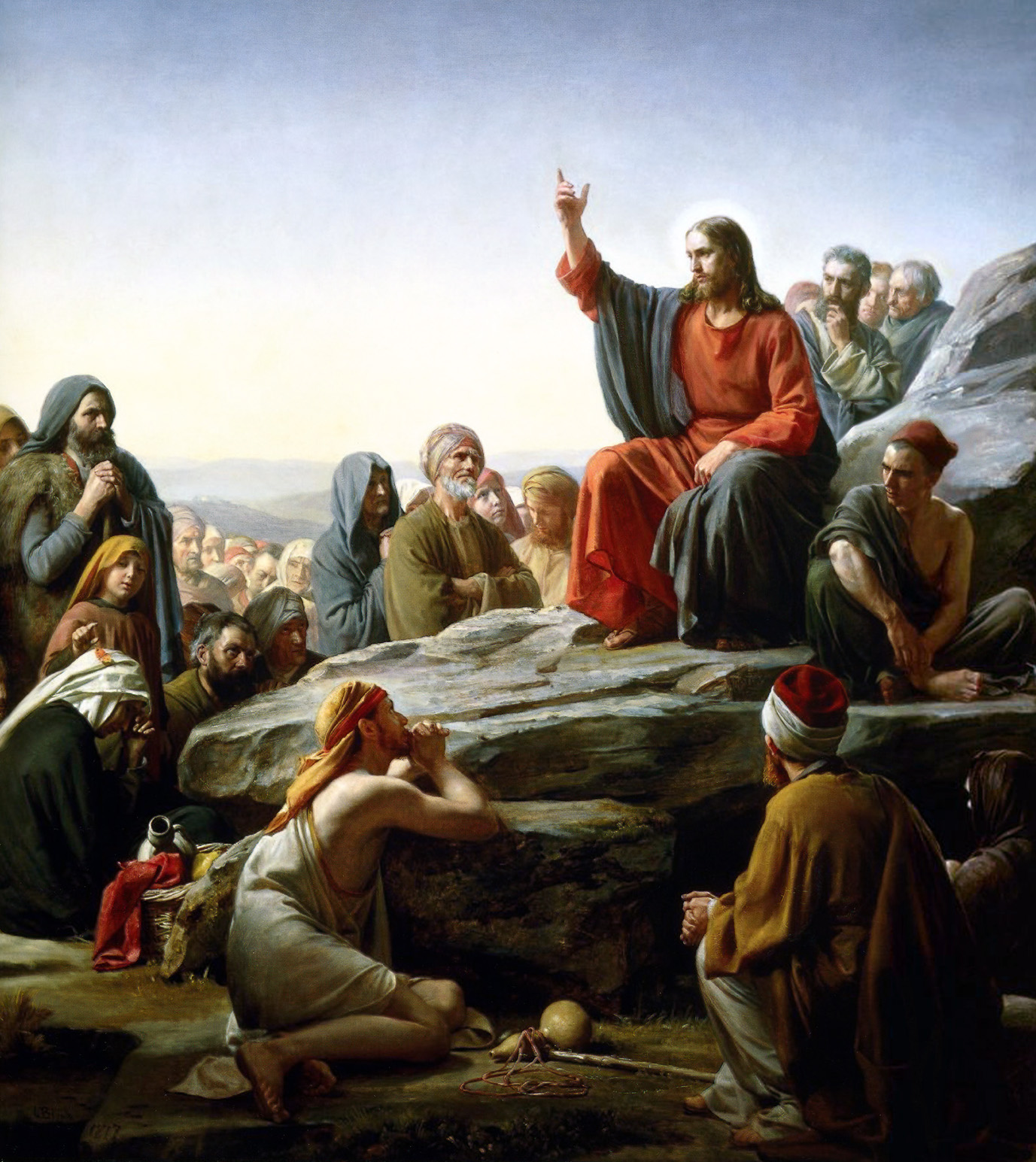
Sermó de la muntanya de Carl Bloch, 1890.

Els Evangelis judeocristians eren evangelis d'un caràcter jueu cristià citats per Clement d'Alexandria, Orígenes, Eusebi de Cesàrea, Epifani de Salamina, Jeroni d'Estridó i probablement Dídim d'Alexandria. La majoria dels estudiosos moderns han arribat a la conclusió que n'hi havia un sol Evangeli en arameu/hebreu i si més no, dos en grec, encara que una minoria argumenta que només n'hi havia dos, un arameu/hebreu i un altre grec.
Cap d'aquests evangelis sobreviu avui dia, però s'han fet intents per reconstruir-los des de referències en els Pares de l'Església. Els textos reconstruïts dels evangelis són en general classificats entre els evangelis apòcrifs. L'edició estàndard d'Schneemelcher descriu els textos dels tres evangelis judeocristians de la següent manera:
1. Evangeli dels evionites (GE) - 7 cites d'Epifani.
2. Evangeli dels Hebreus (GH) - 1 cita atribuïda a Ciril de Jerusalem, a més a més de GN 2-7 són cites de Clement, Orígenes i Jeroni.
3. Evangeli dels Natzarens (GN) - GN 1 a 23 GN són principalment de Jeroni; GN 24 a GN 36 són de fonts medievals.

## Generalitats
Els evangelis judeocristians es coneixen a través de cites de les obres dels Pares de l'Església Clement d'Alexandria, Orígenes, Eusebi, Epifani, Jeroni i probablement Dídim d'Alexandria. Tot això suposa que existia un sol evangeli jueu cristià, encara que en diferents versions i llengües, que es va atribuir a les sectes conegudes com els ebionites i els natzarens. La majoria dels erudits crítics han rebutjat aquest punt de vista i identifiquen almenys dos i possiblement tres evangelis judeocristians separats. La col·lecció estàndard dels evangelis judeocristians es troba en New Testament Apocrypha de Schneemelcher; qui, seguint a Johannes Waitz, agrupa les cites existents en tres evangelis perduts:
- Evangeli dels evionites, que consta de set cites per Epifani, GE-1 a GE-7.[5]
- Evangeli dels Hebreus, que consta de set versos numerats de GH-1 a GH-7.[6]
- Evangeli dels natzarens, que consta de cites i notes al marge de Jeroni i d'altres, numerats de GN-1 a GN-36.[7]

### L'Evangeli dels evionites
L'evangeli dels evionites, és el nom donat pels estudiosos moderns a un evangeli perdut, que es pensa, podria estar darrere els fragments citats per Epifani en el seu Panarion. Epifani cita un fragment que aferma és de l'evangeli narrat pels dotze apòstols. Començava amb el baptisme de Jesús (presumiblement perquè els negaven el naixement virginal) i incloïa un relat del Sant Sopar. Es creu que va ser una harmonia de l'evangeli, basat en els Evangelis sinòptics, compost en grec en la primera meitat del segle ii, i possiblement es va originar en la regió de Transjordània (la llar dels ebionites). Probablement és el mateix que el perdut Evangeli dels Dotze, o Evangeli dels Apòstols, referits per Orígenes i Jeroni, respectivament.

### L'Evangeli dels Hebreus
L'Evangeli dels Hebreus presenta tradicions de la preexistència de Crist, en venir al món, el baptisme i la temptació, amb algunes de les seves dites. Probablement va ser compost en grec en la primera meitat del segle ii i utilitzat entre els jueus cristians de parla grega a Egipte. Es coneix a partir de fragments conservats principalment per Climent, Orígenes i Jeroni, i mostra un gran respecte per  Jaume], el germà de Jesús i el cap de l'Església jueva cristià jueva a Jerusalem.

### L'Evangeli dels natzarens
L'Evangeli dels natzarens (un nom acadèmic modern) s'ha deduït a partir de referències de Jeroni i Orígenes. Sembla que té molt en comú amb l'Evangeli canònic de Mateu, i hauria estat escrit en arameu palestí a la primera meitat del segle II per al seu ús pels natzarens als voltants de Berea, a la vora d'Alep, a Síria.

## Història de l'estudi acadèmic del problema dels Evangelis judeocristians
Les nostres fonts dels evangelis judeocristians són els pares de l'Església de finals del segle ii i principis del V: Climent d'Alexandria, Orígenes, Eusebi, Dídim d'Alexandria, Epifani i Jeroni. No tots ells eren conscients que hi havia diferents comunitats cristianes jueves amb diferents teologies, o que algunes d'elles (o si més no una) era de parla aramea, mentre que d'altres només coneixien el grec; com a resultat, amb freqüència confonen un evangeli amb altres, i tot plegat amb una suposada versió hebrea de l'Evangeli de Mateu.
Aquesta confusió ha creat incertesa entre els estudiosos moderns. Hi ha acord en què els fragments no poden remuntar-se a una versió en hebreu/arameu o la revisió de l'evangeli de Mateo, ja que la majoria d'ells no tenen paral·lel en els evangelis canònics. Hi ha bones raons per pensar que han d'haver-n'hi hagut si més no dos evangelis judeocristians, ja que n'hi ha dos diferents relats del baptisme i bona evidència que alguns fragments eren originàriament en arameu i d'altres en grec. La majoria dels estudiosos moderns han arribat a la conclusió que hi havia un evangeli judeocristià en arameu/hebreu i dos en grec. Alguns han argumentat que el nombre total va ser de tres (Bauer, Vielhauer i Strecker, Klijn), d'altres que només n'hi havia dos (Schlarb i Lührmann)